# Landesjugendchor Niedersachsen
Der Landesjugendchor Niedersachsen (LJC Niedersachsen) ist ein Chor aus Jugendlichen und jungen Erwachsenen aus Niedersachsen. Das Land fördert begabte jugendliche Sängerinnen und Sänger. Das Ensemble war bis 2009 beim Landesmusikrates (LMR) Niedersachsens angesiedelt; von dort aus wurde der 1980 gegründete Chor organisiert. Im Jahr 2009 gab der LMR die Trägerschaft an die neu eröffnete Landesmusikakademie Niedersachsen ab. 
Schirmherr ist der Niedersächsische Ministerpräsident Stephan Weil.
Der Projektchor konstituiert sich jährlich, um ein oder zwei unabhängige Projekte in mehreren Konzerten zur Aufführung zu bringen. Neue Interessenten werden nach einer Aufnahmeprüfung mit Vorsingen, die in der Regel am Ende des Vorjahres stattfindet, integriert.
Die Jugendlichen im Alter zwischen 16 und 26 Jahren können ihre Gesangs- und Chorerfahrungen im LJC unter der Anleitung namhafter Chorleiter und eines fachlich qualifizierten Teams von meist vier Stimmbildnern erweitern und vertiefen. Die Stimmen der Sänger werden im Einzelunterricht individuell gefördert; zudem haben Stimmgruppenarbeit und chorische Stimmbildung zum Ziel, einen möglichst homogenen Klangkörper auszubilden.
Der Landesjugendchor vermittelt seinen Mitgliedern vielfältige Einblicke in die Chormusik, indem er sie an anspruchsvolle Werke verschiedener Epochen heranführt. Das Spektrum des Chores reicht vom Madrigal bis hin zu zeitgenössischen Kompositionen. Die Erfahrungen mit deutschen und ausländischen Gastdirigenten machen die Jugendlichen mit unterschiedlichen Schulen und Stilen der Chorarbeit bekannt.

## Arbeitsweise
Der Landesjugendchor trifft sich mehrmals im Jahr an verschiedenen Orten in und um Niedersachsen zu mehrtägigen Arbeitsphasen. Die dort erarbeiteten Programme werden in mehreren Konzerten direkt im Anschluss an die Hauptarbeitsphase und zumeist an weiteren Konzertwochenenden innerhalb und außerhalb Niedersachsens vorgestellt.
Regelmäßiger Probenort ist seit 2009 die Landesmusikakademie Niedersachsen in Wolfenbüttel. Der Landesjugendchor Niedersachsen gab dort bereits vor der offiziellen Eröffnung ein Konzert.

## Chronologie der Projekte und ihrer Chorleiter

### 1980er-Jahre
- 1980 – Leitung: Jürgen Jürgens
- 1980/1981 – Leitung: Manfred Ehrhorn
- 1982 – Leitung: Martin Schmidt
- 1983 – Leitung: Martin Schmidt
- 1984/1 – Leitung: Martin Schmidt
- 1984/2 – Leitung: Jörg Straube
- 1985 – Leitung: Jörg Straube
- 1986 – Konzertreise nach Portugal, Leitung: Jörg Straube
- 1987 – Leitung: Jörg Straube
- 1988 – Leitung: Jörg Straube, Elke Mascha Blankenburg
- 1989 – Konzertreise nach Tallinn, Estland, Leitung: Manfred Ehrhorn, Toomas Kapten

### 1990er-Jahre
- 1990 – „Strannik – Die Rasputin Story“ der Jeunesses Musicales (Musicalproduktion in Weikersheim), Leitung: Margarete Jobmann
- 1991 – Konzertreise nach England, Leitung: Michael C. Brewer
- 1992 – „Hohelied der Liebe“, Leitung: Claus Bantzer
- 1993 – „Scherz, Satire, Ironie“, Leitung: Peter Henn
- 1994 – „Jazz vokal“, Leitung: Christoph Schönherr
- 1995/1 – „Davidde Penitente“ von Wolfgang Amadeus Mozart (oratorisches Werk, zusammen mit dem Orchestre Regional des Jeunes de Haute-Normandie), Leitung: Philippe Hui
- 1995/2 – „Marianische Gesänge“, Leitung: Jörg Straube
- 1996 – „Le Roi David“ von Arthur Honegger (oratorisches Werk, zusammen mit dem Niedersächsischen Jugendsinfonieorchester), CD-Produktion davon, Leitung: Jörg Straube
- 1997 – „O Täler weit“ (Naturbetrachtungen in der romantischen Chormusik), Leitung: Jörg Straube
- 1998 – „Laudi“ (skandinavische Psalmvertonungen), Leitung: Dan-Olof Stenlund
- 1999 – „Reewüh“ (zwanziger Jahre), Regie: Thorsten Kreissig, Leitung des Chores: Hans-Michael Dücker, Fritz ter Wey

### 2000er-Jahre
- 2000 – Konzertreise nach Posen und Breslau, Polen, Leitung: Jörg Straube
- 2001 – „Feuer und Flamme“, Konzertreise nach Estland, Leitung: Friederike Woebcken
- 2002 – „Die andere Marienvesper (Continuo-Version)“ von Claudio Monteverdi, Leitung: Jörg Straube
- 2003 – Shakespeare-Vertonungen, Leitung: Jörg Straube
- 2004 – „Deborah“ von Georg Friedrich Händel (Oratorium, zusammen mit dem Landesjugendchor Sachsen-Anhalt), Leitung: Jörg Straube, Wolfgang Kupke
- 2005 – „Von Bach bis Dinescu – Geistliche Chormusik aus vier Jahrhunderten“, Konzertreise nach Rouen, Normandie, Frankreich, Leitung: Johannes von Hoff; Jubiläumsprojekt zum 25. Bestehensjahr
- 2006 – „Messgesänge im Wandel“, dabei: CD-Produktion in Co-Produktion mit dem NDR, Leitung: Jörg Straube
- 2007 – „Ein deutsches Requiem“ von Johannes Brahms (zusammen mit dem Jugend-Sinfonie-Orchester Braunschweig), Leitung: Jörg Straube, Knut Hartmann, Konzertreise nach Rouen im Frühjahr 2008
- 2008 – „Aus dem hohen Norden“ – skandinavische Chormusik, Leitung: Robert Sund
- 2009/1 – „Israel in Egypt“ von Georg Friedrich Händel (Oratorium, zusammen mit dem Landesjugendchor Sachsen-Anhalt), Leitung: Jörg Straube, Wolfgang Kupke
- 2009/2 – „Geistliche Chormusik“ mit Werken von Felix Mendelssohn Bartholdy, Johann Sebastian Bach, Ralph Vaughan Williams, Edward Elgar und Knut Nystedt (mit Konzert zur Eröffnung der neuen Landesmusikakademie Niedersachsen), Leitung: Georg Grün

### 2010er-Jahre
- 2010/1 – „Carmina Burana“ von Carl Orff, Leitung: Jörg Straube
- 2010/2 – Konzertreise nach Russland im Sommer mit gemischten Chorwerken, Leitung: Thomas Posth
- 2011/1 – „Die Kunst höfischer Musik“ – Georg Friedrich Händels Coronation Anthems sowie das Te Deum von Michel-Richard Delalande, Leitung: Jörg Straube
- 2011/2 – „Geistliche Chormusik der Romantik“ mit Werken von Jean-Yves Daniel-Lesur, Johannes Brahms, Max Reger und Peter Cornelius, Leitung: Jörg Straube
- 2012 – „Free your Soul“ – Pop-/Jazz-/Crossover-Programm in Zusammenarbeit mit Maybebop, Leitung: Oliver Gies
- 2013 – „Der Liebe ergeben“ – Epochenübergreifendes A-cappella-Programm zum Thema „Liebe“, Leitung: Jörg Straube
- 2014 – „Messa da Requiem“ von Giuseppe Verdi, zusammen mit dem Bachchor Hannover und dem Niedersächsischen Jugendsinfonieorchester, Leitung: Jörg Straube
- 2015 – „Nordic Sounds“ – skandinavische und baltische Chormusik, Leitung: Florian Benfer
- 2016 – „Balkonszenen“ – Werke von Claudio Monteverdi, Ralph Vaughan Williams, John Dowland und Einojuhani Rautavaara, Regie und Choreografie: Louise Wagner, musikalische Leitung: Jörg Straube
- 2017 – „Messiah“ von Georg Friedrich Händel, Konzerte unter anderem mit der NDR Radiophilharmonie, Leitung: Jörg Straube
- 2018 – Jazzprojekt mit dem Landesjugendjazzorchester Niedersachsen, Leitung: Claudia Burghard[2]
- 2018 – „Alexander Balus“ von Georg Friedrich Händel, Konzert mit der Musica Alta Ripa und Solisten sowie weiterer Musiker, Internationale Händel-Festspiele Göttingen, Leitung: Jörg Straube
- 2019 – „Abend, Nacht und Morgengrauen“ – A-cappella-Werke von Wolf, Reger, Richard Strauss, Ligeti, Ešenvalds und Vasks, Leitung: Jörg Straube, Wilhelm Schmidts[3]

### 2020er-Jahre
- 2021 – Jubiläumskonzert mit dem Niedersächsischen Jugendsinfonieorchester zum 40-jährigen Bestehen des LJC mit Johannes Brahms „Ein deutsches Requiem“, Leitung: Jörg Straube[4]
- 2022 – A-cappella-Programm mit Werken von Martin (Messe für Doppelchor), Hassler, Schütz, Schnittke und Brahms, Leitung: Wilhelm Schmidts
- 2023 – „Marienvesper“ von Claudio Monteverdi, Leitung: Jörg Straube[5]
- 2024 – Weltliches A-cappella-Programm mit Werken von Mäntyjärvi, Brahms, Reger, Poulenc, Elgar, Robert Schumann u. a., Leitung: Wilhelm Schmidts